# Alosa chrysochloris
Alosa chrysochloris is een straalvinnige vissensoort uit de familie van de haringen (Clupeidae). De wetenschappelijke naam van de soort werd voor het eerst geldig gepubliceerd in 1820 door Constantine Samuel Rafinesque.